# Olympische Sommerspiele 1936/Fechten – Degen (Männer)
Der Wettkampf im Degenfechten der Männer bei den Olympischen Spielen 1936 in Berlin fand vom 9. bis 11. August im Kuppelsaal und vor dem Haus des Deutschen Sports im Deutschen Sportforum statt.
Alle Medaillen gingen an Italiener. Olympiasieger wurde Franco Riccardi, Silber gewann Saverio Ragno und Bronze Giancarlo Cornaggia-Medici.

## Ergebnisse

### Runde 1

#### Pool 1
| Rang | Fechter               | Nation          | Punkte | S. | N. | U. | Eigene Treffer | Gegner Treffer |
| ---- | --------------------- | --------------- | ------ | -- | -- | -- | -------------- | -------------- |
| 1    | Nicolae Marinescu     | Rumänien        | 12     | 6  | 3  | 0  | 22             | 17             |
| 2    | Hans Drakenberg       | Schweden        | 10     | 5  | 1  | 0  | 17             | 9              |
| 3    | Antonio Villamil      | Argentinien     | 10     | 5  | 1  | 0  | 17             | 10             |
| 4    | Béla Bay              | Ungarn          | 10     | 5  | 2  | 0  | 19             | 13             |
| 5    | Roman Kantor          | Polen           | 10     | 5  | 4  | 0  | 21             | 22             |
| 6    | Mahmoud Ahmed Abdin   | Ägypten         | 8      | 4  | 5  | 0  | 20             | 21             |
| 7    | Nicolaas van Hoorn    | Niederlande     | 6      | 3  | 5  | 0  | 19             | 18             |
| 8    | Otto Schröder         | Deutsches Reich | 5      | 2  | 5  | 1  | 17             | 21             |
| 9    | Charles de Beaumont   | Großbritannien  | 4      | 2  | 6  | 0  | 12             | 20             |
| 10   | Bertrand Boissonnault | Kanada          | 3      | 1  | 6  | 1  | 8              | 23             |

#### Pool 2
| Rang | Fechter             | Nation           | Punkte | S. | N. | U. | Eigene Treffer | Gegner Treffer |
| ---- | ------------------- | ---------------- | ------ | -- | -- | -- | -------------- | -------------- |
| 1    | Henrique de Aguilar | Brasilien        | 12     | 6  | 0  | 0  | 18             | 5              |
| 2    | Preben Christiansen | Dänemark         | 9      | 4  | 1  | 1  | 16             | 12             |
| 3    | Gustaf Dyrssen      | Schweden         | 8      | 4  | 2  | 0  | 14             | 10             |
| 4    | Pál Dunay           | Ungarn           | 7      | 3  | 2  | 1  | 14             | 14             |
| 5    | Christos Zalokostas | Griechenland     | 6      | 3  | 3  | 0  | 13             | 11             |
| 6    | Antoni Franz        | Polen            | 5      | 2  | 4  | 1  | 15             | 19             |
| 7    | Robert Bergmann     | Tschechoslowakei | 3      | 1  | 4  | 1  | 11             | 17             |
| 8    | Karl Hanisch        | Österreich       | 0      | 0  | 8  | 0  | 8              | 21             |

#### Pool 3
| Rang | Fechter                        | Nation             | Punkte | S. | N. | U. | Eigene Treffer | Gegner Treffer |
| ---- | ------------------------------ | ------------------ | ------ | -- | -- | -- | -------------- | -------------- |
| 1    | Hans Granfelt                  | Schweden           | 12     | 6  | 2  | 0  | 22             | 12             |
| 2    | Hervé du Monceau de Bergendael | Belgien            | 12     | 6  | 2  | 0  | 20             | 15             |
| 3    | François Duret                 | Schweiz            | 10     | 5  | 2  | 0  | 18             | 11             |
| 4    | Egill Knutzen                  | Norwegen           | 10     | 5  | 3  | 0  | 18             | 14             |
| 5    | Marcel Boulad                  | Ägypten            | 8      | 4  | 4  | 0  | 15             | 16             |
| 6    | Gustave Heiss                  | Vereinigte Staaten | 6      | 3  | 5  | 0  | 13             | 20             |
| 7    | Henri Dulieux                  | Frankreich         | 4      | 2  | 5  | 0  | 14             | 18             |
| 8    | František Vohryzek             | Tschechoslowakei   | 4      | 2  | 5  | 0  | 12             | 19             |
| 9    | Douglas Dexter                 | Großbritannien     | 2      | 1  | 6  | 0  | 12             | 19             |

#### Pool 4
| Rang | Fechter           | Nation             | Punkte | S. | N. | U. | Eigene Treffer | Gegner Treffer |
| ---- | ----------------- | ------------------ | ------ | -- | -- | -- | -------------- | -------------- |
| 1    | Raymond Stasse    | Belgien            | 12     | 6  | 1  | 0  | 19             | 8              |
| 2    | Paulo Leal        | Portugal           | 11     | 5  | 1  | 1  | 19             | 11             |
| 3    | Ian Campbell-Gray | Großbritannien     | 10     | 5  | 2  | 0  | 17             | 12             |
| 4    | Saverio Ragno     | Königreich Italien | 10     | 5  | 3  | 0  | 18             | 15             |
| 5    | Rezső Bartha      | Ungarn             | 10     | 5  | 3  | 0  | 19             | 16             |
| 6    | Josef Kunt        | Tschechoslowakei   | 6      | 3  | 4  | 0  | 14             | 17             |
| 7    | Denis Dolecsko    | Rumänien           | 4      | 2  | 5  | 0  | 9              | 16             |
| 8    | Roman Fischer     | Österreich         | 3      | 1  | 6  | 1  | 15             | 21             |
| 9    | Ernest Dalton     | Kanada             | 0      | 0  | 7  | 0  | 7              | 21             |

#### Pool 5
| Rang | Fechter                | Nation             | Punkte | S. | N. | U. | Eigene Treffer | Gegner Treffer |
| ---- | ---------------------- | ------------------ | ------ | -- | -- | -- | -------------- | -------------- |
| 1    | Franco Riccardi        | Königreich Italien | 14     | 7  | 0  | 0  | 21             | 8              |
| 2    | Siegfried Lerdon       | Deutsches Reich    | 8      | 4  | 1  | 0  | 13             | 6              |
| 3    | Aage Leidersdorff      | Dänemark           | 8      | 4  | 2  | 0  | 13             | 10             |
| 4    | Cornelis Weber         | Niederlande        | 6      | 3  | 2  | 0  | 13             | 8              |
| 5    | Ioan Miclescu-Prăjescu | Rumänien           | 6      | 3  | 3  | 0  | 13             | 12             |
| 6    | Ricardo Romero         | Chile              | 4      | 2  | 5  | 0  | 10             | 18             |
| 7    | Vlado Mažuranić        | Jugoslawien        | 2      | 1  | 5  | 0  | 8              | 16             |
| 8    | Moacyr Dunham          | Brasilien          | 0      | 0  | 6  | 0  | 5              | 18             |

#### Pool 6
| Rang | Fechter          | Nation             | Punkte | S. | N. | U. | Eigene Treffer | Gegner Treffer |
| ---- | ---------------- | ------------------ | ------ | -- | -- | -- | -------------- | -------------- |
| 1    | Antonio Haro     | Mexiko             | 9      | 4  | 1  | 1  | 17             | 7              |
| 2    | Charles Debeur   | Belgien            | 8      | 4  | 2  | 0  | 15             | 13             |
| 3    | Gustavo Carinhas | Portugal           | 6      | 3  | 2  | 0  | 11             | 10             |
| 4    | Tomas Barraza    | Chile              | 6      | 3  | 2  | 0  | 10             | 12             |
| 5    | George Tully     | Kanada             | 5      | 2  | 3  | 1  | 14             | 14             |
| 6    | Frang Righeimer  | Vereinigte Staaten | 4      | 2  | 4  | 0  | 11             | 13             |
| 7    | Dimitar Wassilew | Bulgarien          | 2      | 1  | 5  | 0  | 6              | 15             |

#### Pool 7
| Rang | Fechter                    | Nation             | Punkte | S. | N. | U. | Eigene Treffer | Gegner Treffer |
| ---- | -------------------------- | ------------------ | ------ | -- | -- | -- | -------------- | -------------- |
| 1    | Frédéric Fitting           | Schweiz            | 12     | 6  | 2  | 0  | 21             | 12             |
| 2    | Willem Driebergen          | Niederlande        | 11     | 5  | 2  | 1  | 21             | 15             |
| 3    | Giancarlo Cornaggia-Medici | Königreich Italien | 11     | 5  | 2  | 1  | 22             | 16             |
| 4    | Henrique da Silveira       | Portugal           | 10     | 5  | 3  | 0  | 19             | 14             |
| 5    | Thorstein Guthe            | Norwegen           | 10     | 5  | 3  | 0  | 20             | 17             |
| 6    | José Martínez              | Mexiko             | 10     | 5  | 3  | 0  | 18             | 18             |
| 7    | Ennio de Oliveira          | Brasilien          | 4      | 2  | 6  | 0  | 13             | 19             |
| 8    | Mauris Shamil              | Ägypten            | 2      | 1  | 7  | 0  | 11             | 22             |
| 9    | Rudolf Weber               | Österreich         | 0      | 1  | 7  | 0  | 11             | 23             |

#### Pool 8
| Rang | Fechter              | Nation             | Punkte | S. | N. | U. | Eigene Treffer | Gegner Treffer |
| ---- | -------------------- | ------------------ | ------ | -- | -- | -- | -------------- | -------------- |
| 1    | Frederick Weber      | Vereinigte Staaten | 12     | 6  | 0  | 0  | 18             | 8              |
| 2    | Michel Pécheux       | Frankreich         | 10     | 5  | 1  | 0  | 15             | 9              |
| 3    | Jean Hauert          | Schweiz            | 8      | 4  | 2  | 0  | 15             | 9              |
| 4    | Erik Hammer Sørensen | Dänemark           | 7      | 3  | 3  | 1  | 15             | 18             |
| 5    | Raúl Saucedo         | Argentinien        | 6      | 3  | 4  | 0  | 16             | 13             |
| 6    | Ernst Röthig         | Deutsches Reich    | 6      | 2  | 3  | 2  | 16             | 17             |
| 7    | Konstantinos Bembis  | Griechenland       | 2      | 1  | 6  | 0  | 7              | 20             |
| 8    | Krešo Tretinjak      | Jugoslawien        | 1      | 0  | 5  | 1  | 10             | 18             |

### Runde 2

#### Pool 1
| Rang | Fechter              | Nation             | Punkte | S. | N. | U. | Eigene Treffer | Gegner Treffer |
| ---- | -------------------- | ------------------ | ------ | -- | -- | -- | -------------- | -------------- |
| 1    | Michel Pécheux       | Frankreich         | 12     | 6  | 3  | 0  | 21             | 19             |
| 2    | Charles Debeur       | Belgien            | 11     | 5  | 2  | 1  | 20             | 16             |
| 3    | Henrique da Silveira | Portugal           | 10     | 5  | 4  | 0  | 18             | 16             |
| 4    | Hans Granfelt        | Schweden           | 10     | 5  | 4  | 0  | 21             | 18             |
| 5    | Jean Hauert          | Schweiz            | 10     | 5  | 4  | 0  | 20             | 19             |
| 6    | Egill Knutzen        | Norwegen           | 10     | 5  | 4  | 0  | 24             | 21             |
| 7    | Frederick Weber      | Vereinigte Staaten | 9      | 4  | 4  | 1  | 20             | 20             |
| 8    | George Tully         | Kanada             | 6      | 3  | 6  | 0  | 18             | 21             |
| 9    | Pál Dunay            | Ungarn             | 5      | 1  | 5  | 3  | 20             | 26             |
| 10   | Aage Leidersdorff    | Dänemark           | 3      | 1  | 6  | 1  | 15             | 21             |

#### Pool 2
| Rang | Fechter                | Nation             | Punkte | S. | N. | U. | Eigene Treffer | Gegner Treffer |
| ---- | ---------------------- | ------------------ | ------ | -- | -- | -- | -------------- | -------------- |
| 1    | Hans Drakenberg        | Schweden           | 15     | 7  | 1  | 1  | 26             | 13             |
| 2    | Roman Kantor           | Polen              | 14     | 7  | 2  | 0  | 23             | 12             |
| 3    | Raymond Stasse         | Belgien            | 14     | 7  | 2  | 0  | 23             | 15             |
| 4    | Saverio Ragno          | Königreich Italien | 12     | 6  | 2  | 0  | 21             | 12             |
| 5    | Ian Campbell-Gray      | Großbritannien     | 8      | 4  | 5  | 0  | 19             | 18             |
| 6    | Ioan Miclescu-Prăjescu | Rumänien           | 8      | 3  | 4  | 2  | 21             | 21             |
| 7    | Preben Christiansen    | Dänemark           | 4      | 2  | 6  | 0  | 7              | 21             |
| 8    | Cornelis Weber         | Niederlande        | 4      | 1  | 5  | 2  | 13             | 22             |
| 9    | François Duret         | Schweiz            | 4      | 1  | 6  | 2  | 17             | 26             |
| 10   | Thorstein Guthe        | Norwegen           | 3      | 1  | 5  | 1  | 13             | 23             |

#### Pool 3
| Rang | Fechter              | Nation             | Punkte | S. | N. | U. | Eigene Treffer | Gegner Treffer |
| ---- | -------------------- | ------------------ | ------ | -- | -- | -- | -------------- | -------------- |
| 1    | Franco Riccardi      | Königreich Italien | 12     | 6  | 1  | 0  | 20             | 9              |
| 2    | Béla Bay             | Ungarn             | 11     | 5  | 2  | 1  | 21             | 14             |
| 3    | Paulo Leal           | Portugal           | 10     | 5  | 2  | 0  | 16             | 11             |
| 4    | Frédéric Fitting     | Schweiz            | 10     | 5  | 3  | 0  | 22             | 13             |
| 5    | Christos Zalokostas  | Griechenland       | 8      | 4  | 2  | 2  | 20             | 19             |
| 6    | Antonio Villamil     | Argentinien        | 7      | 3  | 4  | 1  | 17             | 17             |
| 7    | Willem Driebergen    | Niederlande        | 6      | 3  | 5  | 0  | 14             | 16             |
| 8    | Marcel Boulad        | Ägypten            | 6      | 3  | 5  | 0  | 15             | 21             |
| 9    | Erik Hammer Sørensen | Dänemark           | 2      | 1  | 6  | 0  | 8              | 19             |
| 10   | Tomas Barraza        | Chile              | 0      | 0  | 7  | 0  | 7              | 21             |

#### Pool 4
| Rang | Fechter                        | Nation             | Punkte | S. | N. | U. | Eigene Treffer | Gegner Treffer |
| ---- | ------------------------------ | ------------------ | ------ | -- | -- | -- | -------------- | -------------- |
| 1    | Antonio Haro                   | Mexiko             | 12     | 6  | 2  | 0  | 20             | 11             |
| 2    | Siegfried Lerdon               | Deutsches Reich    | 10     | 5  | 2  | 0  | 17             | 9              |
| 3    | Giancarlo Cornaggia-Medici     | Königreich Italien | 10     | 5  | 3  | 0  | 21             | 14             |
| 4    | Henrique de Aguilar            | Brasilien          | 10     | 5  | 3  | 0  | 18             | 14             |
| 5    | Hervé du Monceau de Bergendael | Belgien            | 10     | 5  | 4  | 0  | 21             | 20             |
| 6    | Raúl Saucedo                   | Argentinien        | 6      | 3  | 5  | 0  | 15             | 19             |
| 6    | Gustavo Carinhas               | Portugal           | 6      | 3  | 5  | 0  | 14             | 19             |
| 6    | Rezső Bartha                   | Ungarn             | 6      | 3  | 5  | 0  | 12             | 19             |
| 9    | Nicolae Marinescu              | Rumänien           | 6      | 3  | 5  | 0  | 12             | 21             |
| 10   | Gustaf Dyrssen                 | Schweden           | 4      | 2  | 6  | 0  | 15             | 19             |

### Halbfinale

#### Halbfinale 1
| Rang | Fechter                    | Nation             | Punkte | S. | N. | U. | Eigene Treffer | Gegner Treffer |
| ---- | -------------------------- | ------------------ | ------ | -- | -- | -- | -------------- | -------------- |
| 1    | Ian Campbell-Gray          | Großbritannien     | 18     | 9  | 0  | 0  | 27             | 9              |
| 2    | Saverio Ragno              | Königreich Italien | 12     | 6  | 3  | 0  | 20             | 20             |
| 3    | Giancarlo Cornaggia-Medici | Königreich Italien | 10     | 5  | 4  | 0  | 19             | 13             |
| 4    | Christos Zalokostas        | Griechenland       | 10     | 5  | 4  | 0  | 19             | 19             |
| 5    | Charles Debeur             | Belgien            | 10     | 5  | 4  | 0  | 23             | 22             |
| 6    | Michel Pécheux             | Frankreich         | 10     | 5  | 4  | 0  | 23             | 19             |
| 7    | Hans Granfelt              | Schweden           | 8      | 4  | 5  | 0  | 20             | 21             |
| 8    | Antonio Haro               | Mexiko             | 5      | 2  | 6  | 1  | 15             | 24             |
| 9    | Paulo Leal                 | Portugal           | 5      | 2  | 6  | 1  | 15             | 25             |
| 10   | Jean Hauert                | Schweiz            | 2      | 1  | 8  | 0  | 15             | 26             |

#### Halbfinale 2
| Rang | Fechter                        | Nation             | Punkte | S. | N. | U. | Eigene Treffer | Gegner Treffer |
| ---- | ------------------------------ | ------------------ | ------ | -- | -- | -- | -------------- | -------------- |
| 1    | Raymond Stasse                 | Belgien            | 15     | 7  | 1  | 1  | 26             | 13             |
| 2    | Franco Riccardi                | Königreich Italien | 13     | 6  | 1  | 1  | 23             | 13             |
| 3    | Henrique da Silveira           | Portugal           | 10     | 5  | 3  | 0  | 18             | 11             |
| 4    | Béla Bay                       | Ungarn             | 10     | 5  | 4  | 0  | 20             | 16             |
| 5    | Hans Drakenberg                | Schweden           | 8      | 3  | 4  | 2  | 19             | 22             |
| 6    | Roman Kantor                   | Polen              | 8      | 4  | 5  | 0  | 17             | 22             |
| 7    | Frédéric Fitting               | Schweiz            | 8      | 4  | 5  | 0  | 19             | 23             |
| 7    | Siegfried Lerdon               | Deutsches Reich    | 8      | 3  | 4  | 2  | 20             | 23             |
| 9    | Hervé du Monceau de Bergendael | Belgien            | 4      | 2  | 7  | 0  | 15             | 22             |
| 10   | Henrique de Aguilar            | Brasilien          | 4      | 2  | 7  | 0  | 13             | 25             |

### Finale
| Rang | Fechter                    | Nation             | Punkte | S. | N. | U. | Eigene Treffer | Gegner Treffer |
| ---- | -------------------------- | ------------------ | ------ | -- | -- | -- | -------------- | -------------- |
| 1    | Franco Riccardi            | Königreich Italien | 13     | 5  | 1  | 3  | 25             | 18             |
| 2    | Saverio Ragno              | Königreich Italien | 12     | 6  | 3  | 0  | 24             | 15             |
| 3    | Giancarlo Cornaggia-Medici | Königreich Italien | 12     | 6  | 3  | 0  | 22             | 16             |
| 4    | Hans Drakenberg            | Schweden           | 10     | 4  | 3  | 2  | 20             | 20             |
| 5    | Charles Debeur             | Belgien            | 9      | 4  | 4  | 1  | 21             | 21             |
| 6    | Henrique da Silveira       | Portugal           | 8      | 4  | 5  | 0  | 18             | 19             |
| 7    | Raymond Stasse             | Belgien            | 8      | 3  | 4  | 2  | 21             | 21             |
| 8    | Ian Campbell-Gray          | Großbritannien     | 8      | 3  | 4  | 2  | 18             | 24             |
| 9    | Béla Bay                   | Ungarn             | 7      | 3  | 5  | 1  | 18             | 22             |
| 10   | Christos Zalokostas        | Griechenland       | 3      | 1  | 7  | 1  | 15             | 26             |

| Begegnung                  | Begegnung                  | Ergebnis | Ergebnis |
| -------------------------- | -------------------------- | -------- | -------- |
| Franco Riccardi            | Saverio Ragno              | 3        | 2        |
| Franco Riccardi            | Giancarlo Cornaggia-Medici | 3        | 1        |
| Franco Riccardi            | Hans Drakenberg            | 3        | 2        |
| Franco Riccardi            | Charles Debeur             | 3        | 3        |
| Franco Riccardi            | Henrique da Silveira       | 3        | 0        |
| Franco Riccardi            | Raymond Stasse             | 3        | 3        |
| Franco Riccardi            | Ian Campbell-Gray          | 3        | 3        |
| Franco Riccardi            | Christos Zalokostas        | 3        | 1        |
| Saverio Ragno              | Giancarlo Cornaggia-Medici | 3        | 1        |
| Saverio Ragno              | Hans Drakenberg            | 3        | 0        |
| Saverio Ragno              | Charles Debeur             | 3        | 1        |
| Saverio Ragno              | Henrique da Silveira       | 3        | 1        |
| Saverio Ragno              | Raymond Stasse             | 3        | 2        |
| Saverio Ragno              | Béla Bay                   | 3        | 1        |
| Giancarlo Cornaggia-Medici | Hans Drakenberg            | 3        | 0        |
| Giancarlo Cornaggia-Medici | Charles Debeur             | 3        | 2        |
| Giancarlo Cornaggia-Medici | Henrique da Silveira       | 3        | 1        |
| Giancarlo Cornaggia-Medici | Raymond Stasse             | 3        | 2        |
| Giancarlo Cornaggia-Medici | Ian Campbell-Gray          | 3        | 2        |
| Giancarlo Cornaggia-Medici | Christos Zalokostas        | 3        | 0        |
| Hans Drakenberg            | Charles Debeur             | 3        | 1        |
| Hans Drakenberg            | Henrique da Silveira       | 3        | 2        |
| Hans Drakenberg            | Raymond Stasse             | 3        | 3        |
| Hans Drakenberg            | Ian Campbell-Gray          | 3        | 3        |
| Hans Drakenberg            | Béla Bay                   | 3        | 0        |
| Hans Drakenberg            | Christos Zalokostas        | 3        | 2        |
| Charles Debeur             | Raymond Stasse             | 3        | 1        |
| Charles Debeur             | Ian Campbell-Gray          | 3        | 1        |
| Charles Debeur             | Béla Bay                   | 3        | 2        |
| Charles Debeur             | Christos Zalokostas        | 3        | 2        |
| Henrique da Silveira       | Charles Debeur             | 3        | 2        |
| Henrique da Silveira       | Ian Campbell-Gray          | 3        | 0        |
| Henrique da Silveira       | Béla Bay                   | 3        | 1        |
| Henrique da Silveira       | Christos Zalokostas        | 3        | 1        |
| Raymond Stasse             | Henrique da Silveira       | 3        | 2        |
| Raymond Stasse             | Ian Campbell-Gray          | 3        | 0        |
| Raymond Stasse             | Christos Zalokostas        | 3        | 1        |
| Ian Campbell-Gray          | Saverio Ragno              | 3        | 2        |
| Ian Campbell-Gray          | Béla Bay                   | 3        | 2        |
| Ian Campbell-Gray          | Christos Zalokostas        | 3        | 2        |
| Béla Bay                   | Franco Riccardi            | 3        | 1        |
| Béla Bay                   | Giancarlo Cornaggia-Medici | 3        | 2        |
| Béla Bay                   | Raymond Stasse             | 3        | 1        |
| Béla Bay                   | Christos Zalokostas        | 3        | 3        |
| Christos Zalokostas        | Saverio Ragno              | 3        | 2        |